# Olympische Jugend-Sommerspiele 2010/Teilnehmer (Russland)
| Gelbes Symbol für Goldmedaillen mit stilisierten Olympischen Ringen | Graues Symbol für Silbermedaillen mit stilisierten Olympischen Ringen | Braundes Symbol für Bronzemedaillen mit stilisierten Olympischen Ringen |
| ------------------------------------------------------------------- | --------------------------------------------------------------------- | ----------------------------------------------------------------------- |
| 18                                                                  | 14                                                                    | 11                                                                      |

Die Jugend-Olympiamannschaft aus Russland für die I. Olympischen Jugend-Sommerspiele vom 14. bis 26. August 2010 in Singapur bestand aus 96 Athleten.

## Athleten nach Sportarten

### 3×3 Basketball
Mädchen
- Jelena Antonenko
- Jewgenija Buikina
- Xenija Kosotschkina
- Anastassija Mamedowa
11. Platz

### Bogenschießen
| Mädchen - Tatjana Segina Einzel: Bronze Mixed: 17. Platz (mit Maciej Jaworski Polen) | Jungen - Bolot Zybschitow Einzel: Bronze Mixed: 9. Platz (mit Tanja Sorsa Finnland) |

### Boxen
Jungen
- Wassili Wetkin
Fliegengewicht: 5. Platz
- Ansor Elpijew
Halbschwergewicht: 5. Platz
- Alexander Iwanow
Schwergewicht: 5. Platz

### Fechten
| Mädchen - Wiktorija Alexejewa Florett Einzel: Silber Mixed: Silber (im Team Europa 2) - Julija Bacharewa Degen Einzel: 5. Platz Mixed: 6. Platz (im Team Europa 3) - Jana Jegorjan Säbel Einzel: Gold Mixed: Gold (im Team Europa 1) | Jungen - Kirill Litschagin Florett Einzel: 5. Platz Mixed: 6. Platz (im Team Europa 3) - Artur Okunew Säbel Einzel: 7. Platz |

### Gewichtheben
| Mädchen - Diana Achmetowa Schwergewicht: Silber - Olga Subowa Superschwergewicht: Gold | Jungen - Artjom Okulow Mittelgewicht: Gold - Alexei Kossow Schwergewicht: Silber |

### Handball
Mädchen
- Irina Sagainowa
- Tamara Tschopikjan
- Nadeschda Koroljowa
- Oxana Korobkowa
- Nadeschda Pastuch
- Anna Schukalowa
- Xenija Milowa
- Weronika Garanina
- Natalja Anissimowa
- Natalija Danschina
- Wiktorija Diwak
- Jekaterina Tschernobrowina
- Darja Wachterowa
- Oxana Kondraschina
Silber

### Judo
| Mädchen - Anna Dmitrijewa Klasse bis 52 kg: Silber Mixed: Silber (im Team Belgrad) | Jungen - Chassan Chalmursajew Klasse bis 81 kg: Silber Mixed: 9. Platz (im Team Paris) |

### Kanu
| Mädchen - Natalja Podolskaja Kajak-Einer Slalom: 13. Platz Kajak-Einer Sprint: DNF (Viertelfinale) | Jungen - Igor Kalaschnikow Kajak-Einer Sprint: 5. Platz Kajak-Einer Slalom: disqualifiziert (Hoffnungslauf) - Alexei Wolgin Kanu-Einer Slalom: DNF (1. Runde) Kanu-Einer Sprint: DNS |

### Leichtathletik
| Mädchen - Jekaterina Renschina 200 m: 11. Platz - Jekaterina Bljoskina 100 m Hürden: Gold - Nadeschda Leontjewa 5 km Gehen: Bronze - Marija Kutschina Hochsprung: Gold - Natalja Demidenko Stabhochsprung: 6. Platz - Natalja Tronewa Kugelstoßen: Gold - Wiktorija Sadowa Diskuswurf: 7. Platz | Jungen - Nikita Uglow 400 m: 7. Platz Staffellauf: Silber - Pawel Parschin 10 km Gehen: Bronze - Sergei Morgunow Weitsprung: 7. Platz |

### Moderner Fünfkampf
| Mädchen - Gulnas Gubaidullina Einzel: 9. Platz Mixed: Bronze (mit Lukas Kontrimavičius Litauen) | Jungen - Ilja Schugarow Einzel: Silber Mixed: Gold (mit Anastasija Spas Ukraine) |

### Ringen
| Mädchen - Swetlana Lipatowa Freistil bis 60 kg: Bronze | Jungen - Artur Suleimanow Griechisch-römisch bis 58 kg: Bronze - Ruslan Adschigow Griechisch-römisch bis 85 kg: Gold - Aldar Balschinimajew Freistil bis 46 kg: Gold - Asamatbi Pschnatlow Freistil bis 63 kg: Gold |

### Rudern
Mädchen
- Anastassija Tichanowa
- Jelisaweta Tichanowa
Zweier: 8. Platz

### Schießen
| Mädchen - Jekaterina Barsukowa Luftpistole 10 m: 5. Platz | Jungen - Nikolai Kilin Luftpistole 10 m: 8. Platz - Jegor Maximow Luftgewehr 10 m: 19. Platz |

### Schwimmen
| Mädchen - Alexandra Papuscha 50 m Rücken: Bronze 100 m Rücken: Bronze 200 m Rücken: 10. Platz - Olga Detenjuk 100 m Brust: 13. Platz 200 m Brust: 6. Platz - Kristina Kotschetkowa 100 m Schmetterling: 6. Platz 200 m Lagen: Silber - Jekaterina Andrejewa 200 m Freistil: 20. Platz 200 m Lagen: 4. Platz - Jekaterina Andrejewa Olga Detenjuk Kristina Kotschetkowa Alexandra Papuscha 4 × 100 m Freistil: disqualifiziert (Vorlauf) 4 × 100 m Lagen: Silber | Jungen - Andrei Uschakow 100 m Freistil: 10. Platz 200 m Freistil: Gold - Alexei Azapkin 200 m Brust: 9. Platz 200 m Lagen: 5. Platz - Ilja Lemajew 100 m Schmetterling: 18. Platz 200 m Schmetterling: 11. Platz - Anton Lobanow 50 m Brust: 4. Platz 100 m Brust: Silber 200 m Brust: Silber - Alexei Azapkin Anton Lobanow Andrei Uschakow Ilja Lemajew 4 × 100 m Freistil: Gold - Alexei Azapkin Ilja Lemajew Anton Lobanow Andrei Uschakow 4 × 100 m Lagen: 5. Platz | Mixed - Jekaterina Andrejewa Alexei Azapkin Kristina Kotschetkowa Andrei Uschakow 4 × 100 m Freistil: 8. Platz - Kristina Kotschetkowa Anton Lobanow Alexandra Papuscha Andrei Uschakow Alexei Azapkin (Vorlauf) Ilja Lemajew (Vorlauf) Jekaterina Andrejewa (Vorlauf) 4 × 100 m Lagen: Silber |

### Segeln
Jungen
- Artjom Muraschew
Windsurfen: 5. Platz

### Taekwondo
| Mädchen - Anastassija Walujewa Klasse bis 44 kg: Gold - Olga Iwanowa Klasse über 63 kg: 5. Platz | Jungen - Konstantin Minin Klasse bis 63 kg: 5. Platz - Aliaschab Siraschow Klasse bis 73 kg: Silber |

### Tennis
| Mädchen - Darja Gawrilowa Einzel: Gold Doppel: 4. Platz - Julija Putinzewa Einzel: Viertelfinale Doppel: 4. Platz | Jungen - Wiktor Baluda Einzel: 4. Platz Doppel: Silber - Michail Birjukow Einzel: Achtelfinale Doppel: Silber |

### Tischtennis
Mädchen
- Jana Noskowa
Einzel: 9. Platz
Mixed: 21. Platz (mit Elmurod Holikow  Usbekistan)

### Turnen

#### Gymnastik
| Mädchen - Wiktorija Komowa Einzelmehrkampf: Gold Boden: Bronze Pferd: Gold Stufenbarren: Gold Schwebebalken: 7. Platz | Jungen - Daniil Kasatschkow Einzelmehrkampf: 6. Platz Pferd: 6. Platz Barren: 8. Platz Reck: 5. Platz Ringe: 6. Platz Seitpferd: Bronze |

#### Rhythmische Sportgymnastik
Mädchen
- Alexandra Merkulowa
Einzel: Gold
- Xenija Dudkina
- Olga Iljina
- Karolina Sewastjanowa
- Alina Makarenko
Mannschaft: Gold

### Volleyball
Jungen
- Iwan Komarow
- Filipp Mokijewski
- Walentin Golubew
- Ilja Nikitin
- Alexander Schtschurin
- Wadim Solotuchin
- Maxim Kulikow
- Alexei Tertyschnikow
- Bogdan Gliwenko
- Wladimir Manerow
- Konstantin Ossipow
- Dmitri Solodilin
Bronze